# Final da Taça dos Clubes Campeões Europeus de 1965–66
A Final da Taça dos Clubes Campeões Europeus de 1965-66 foi uma partida de futebol realizada no Estádio Heysel, em Bruxelas, em 11 de maio de 1966, que viu o Real Madrid da Espanha vencer o Partizan da Iugoslávia por 2-1. 
Apesar dos esforços dos principais times do continente, o Real Madrid governou a Europa mais uma vez. A final foi uma partida competitiva. O Partizan assumiu a liderança com um gol de Velibor Vasović aos 55 minutos, mas o Real Madrid logo empatou aos 70 minutos com o espanhol Amancio Amaro. O Real Madrid acabou virando o jogo no minuto 76 com um gol de Fernando Serena e se sagrou campeão da Europa mais uma vez.

## Caminho para a final
| Real Madrid    | Real Madrid | Real Madrid | Real Madrid | Fase             | Partizan          | Partizan | Partizan | Partizan |
| -------------- | ----------- | ----------- | ----------- | ---------------- | ----------------- | -------- | -------- | -------- |
| Oponente       | Total       | 1º jogo     | 2º jogo     |                  | Oponente          | Total    | 1º jogo  | º jogo   |
| Feyenoord      | 6–2         | 1–2 (F)     | 5–0 (C)     | Primeira fase    | Nantes            | 4–2      | 2–0 (C)  | 2–2 (F)  |
| Kilmarnock     | 7–3         | 2–2 (F)     | 5–1 (C)     | Segunda fase     | Werder Bremen     | 3–1      | 3–0 (C)  | 0–1 (F)  |
| Anderlecht     | 4–3         | 0–1 (F)     | 4–2 (C)     | Quartas-de-final | Sparta Praga      | 6–4      | 1–4 (F)  | 5–0 (C)  |
| Inter de Milão | 2–1         | 1–0 (C)     | 1–1 (F)     | Semifinais       | Manchester United | 2–1      | 2–0 (C)  | 0–1 (F)  |

## Jogo

### Detalhes
| 11 de Maio de 1966 | Real Madrid              | 2 – 1 | Partizan    | Heysel Stadium, Bruxelas                  |
|                    | Amancio 70' · Serena 76' |       | Vasović 55' | Público: 46,745 Árbitro: Rudolf Kreitlein |

| Real Madrid | Partizan |

|              |    |                         |  |
|              |    |                         |  |
| GL           | 1  | José Araquistáin        |  |
| LE           | 3  | Manuel Sanchís Martínez |  |
| ZC           | 6  | Ignacio Zoco            |  |
| ZC           | 5  | Pedro de Felipe         |  |
| LD           | 2  | Pachín                  |  |
| VL           | 10 | Manuel Velázquez        |  |
| VL           | 4  | Pirri                   |  |
| EE           | 11 | Francisco Gento (c)     |  |
| ATA          | 9  | Ramón Grosso            |  |
| ATA          | 8  | Amancio Amaro           |  |
| ED           | 7  | Fernando Serena         |  |
| Manager:     |    |                         |  |
| Miguel Muñoz |    |                         |  |

|               |    |                     |  |
|               |    |                     |  |
| GL            | 1  | Milutin Šoškić (c)  |  |
| LE            | 3  | Ljubomir Mihajlović |  |
| ZC            | 5  | Velibor Vasović     |  |
| ZC            | 6  | Branko Rašović      |  |
| LD            | 2  | Fahrudin Jusufi     |  |
| VL            | 8  | Vladica Kovačević   |  |
| VL            | 4  | Radoslav Bečejac    |  |
| EE            | 11 | Josip Pirmajer      |  |
| ATA           | 9  | Mustafa Hasanagić   |  |
| ATA           | 10 | Milan Galić         |  |
| ED            | 7  | Mane Bajić          |  |
| Manager:      |    |                     |  |
| Abdulah Gegić |    |                     |  |